# Lolita Ray

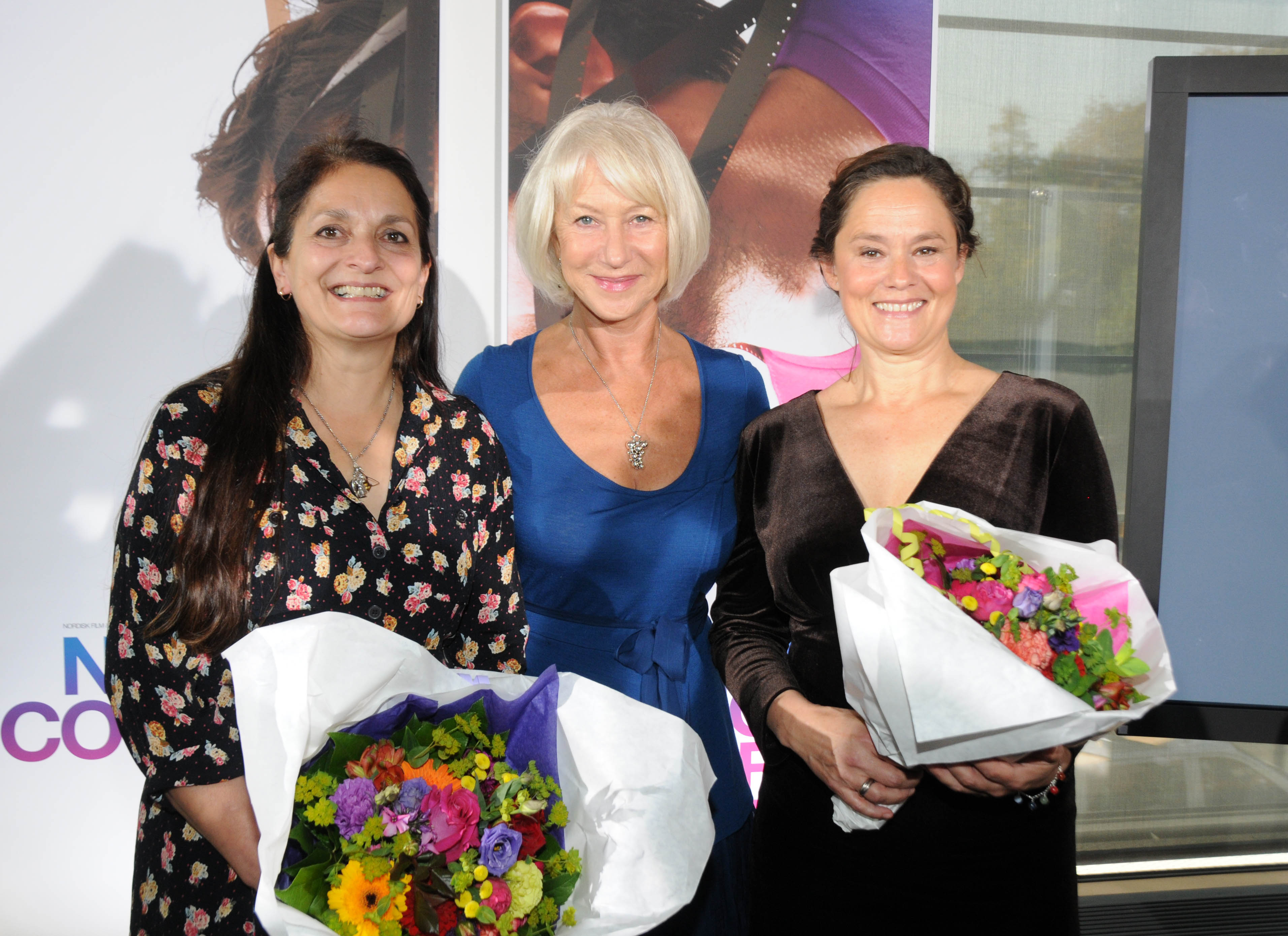
Lolita Ray (till vänster), med Helen Mirren och Pernilla August vid utdelningen av Nordiska rådets filmpris 2011.

Mira Lolita Teresia Ray, född 21 februari 1957, är en låtskrivare, manusförfattare, festival- och konsertarrangör, reklamradiopionjär Radio_Q med rötterna i Indien och på Södermalm, Stockholm. Hon genomförde 2 million steps, en 104 mil lång vandring för klimatet hösten 2008. 2010 manusdebuterade hon med filmatiseringen av Susanna Alakoskis Svinalängorna tillsammans med Pernilla August som regissör och med Noomi Rapace och Outi Mäenpää i bärande roller. Ray är även sångerska och låtskrivare i bandet Brittakåren och som soloartist med egna visor samt sedan 2023 i duon Stigmark & Ray med Annika Stigmark. De släppte sitt första samskrivna CD med 5 låtar 2024.

## Meriter

### Diskografi
- 2003 – Moving on, Little Failures
- 2007 – Längtan är min last, Lill-Britt Siv
- 2008 – Well-worn, Little Failures
- 2010 - Flickan av is, Lolita Ray
- 2010 – Brittakåren rycker ut, Brittakåren
- 2021 Till Jul singel
- 2021 När du går singel
- 2023 Den evige soldaten singel duett med Jan Hammarlund
- 2024 Live @Shortlist Studios Stigmark & Ray

### Filmmanus
- Moster Lydia, 2002
- Svinalängorna, fritt efter Susanna Alakoskis roman, med Pernilla August 2010

### På scen
- The troublemaker tour, USA, Little Failures 1998
- Wales 2005, 2007, 2008 Little Failures
- Klara Soppteater, 2007, Lill-Britt Siv
- Kabaré, teater Södra fot, 2006, med bl.a. Michael Nyqvist, Maj Wahlöö, Pernilla August
- Kabaré, Midsommargården med Brittakåren
- Sverige-Finland 2005-2010, med Lill-Britt Siv och Brittakåren
- Seg kväll med Lugn, 2005 med Pernilla August och Kristina Lugn
- Turné i Wales med Jan Albert Carlsson 2016
- Gå Vidare en Vandringsturné med Anna Döbling, Sofia Ekberg, Anna Wirsen 2018

### Arrangör och konferencier, urval
- Musikkonserter i Kungsträdgården med kvinnliga låtskrivare Lilith Eve 2002-2010
- Tensta kulturfestival 2007
- Kulturfestival Gamla Stan 2005
- Mångfaldsfestival Gamla Stan 2006
- Kulturfestival Gamla Stan 2007
- Kulturfestival Kärrtorp 2007
- Nordisk Visfestival, Musikmuseet 2008
- Stockholms Visfestival med Pierre Ström 2009 - 2025
- Stockholms Visfestival till sjöss med Pierre Ström, 2021
- Visor för Fred i Vinterviken med Jan Hammarlund 2021, 2022